# Jardim Botânico da Universidade de Uppsala

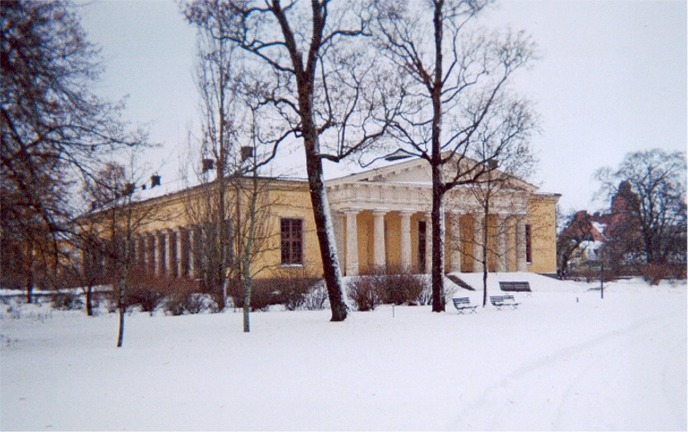
A "Orangerie-Linnaeanum" do jardim botânico da Universidade de Uppsala no inverno

Jardim Botânico da Universidade de Uppsala (em sueco: Botaniska trädgården, Uppsala Universitet) é um jardim botânico com cerca de 13 hectares de extensão, que se encontra na cidade de Uppsala, na Suécia.

É membro do BGCI e apresenta trabalhos para a Agenda Internacional para a Conservação nos Jardins Botânicos, sendo o seu código de identificação internacional como instituição botânica UPS.

## História
O jardim botânico da universidade de Uppsala é o mais antigo jardim botânico da Suécia. Foi fundado em 1655 por Olof Rudbeck, o velho, professor de medicina. Nessa altura, situava-se no centro da cidade, perto do rio Firis. Foi usado para ensinar estudantes de botânica e de farmácia. Antes do fim do século, foram cultivadas mais de 1800 espécies no jardim, muitas delas pela primeira vez na Suécia.
O jardim botânico de Olof Rudbeck foi significativamente destruído por um incêndio em 1702. A universidade não pôde restaurá-lo naquela altura e foi deixado abandonado por cerca de 40 anos. Em 1741, sendo Carlos Lineu professor de medicina na Universidade de Uppsala e responsável pelo jardim abandonado, converteu-o num dos melhores jardins botânicos do seu tempo. Através de contactos com cientistas de todo o mundo, Lineu pôde recolher milhares de plantas estrangeiras para cultivar. 
A localização próxima do Firis era inadequada para cultivar um horto. Para além disto, antes do século XVIII, o jardim tornou-se pequeno e foi preciso mais espaço. Em 1787, Carl Peter Thunberg, discípulo de Lineu e seu sucessor, persuadiu o rei Gustavo III da Suécia a doar o jardim do castelo de Uppsala à universidade, de forma a que lá pudesse ser colocado um novo jardim botânico. 
O jardim do castelo era um jardim barroco concebido em 1750 pelo arquitecto Carl Hårlemann. O rei doou também uma soma avultada de dinheiro, com o qual se construiu o edifício da "Orangerie-Linnaeanum". Todos os espécimes vegetais foram trasladados do jardim velho, que acabou por cair num período de negligência. 
Hoje, após ter sido aumentado diversas vezes, o jardim botânico possui uma extensão de cerca de 13 hectares, com mais de 11000 espécies e cultivares de plantas oriundas de todo o mundo.

## Colecções
Entre as suas plantas, existem representantes da Ásia, da América e da África, destacando-se as colecções de:
- Anemone,
- Betula,
- Cotoneaster,
- Hosta,
- Paeonia,
- Sorbus,
- Saintpaulia,
- Plectranthus,

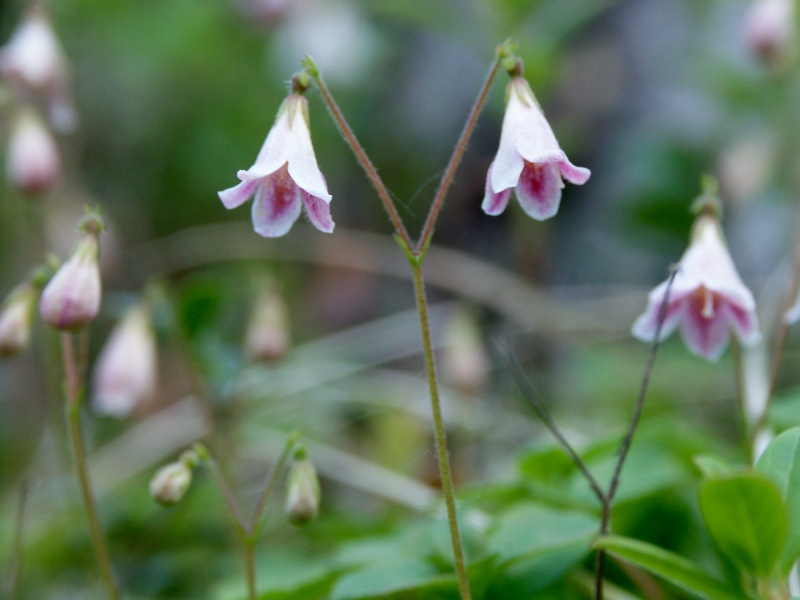
Linnaea borealis, flor da Lapónia, que se converteu no símbolo de Lineu

Que se encontram agrupadas em diversas secções: 
- Plantas com interesse económico,
- Plantas da Escandinávia,
- Rocalla,
- Jardins áridos,
- Canais de pedra,
- Leitos de turfa,
- Jardins experimentais, com áreas para a investigação e a educação.
- Orangerie,
- Estufa tropical com cerca de 4000 espécies das zonas climáticas mais quentes do mundo.

## Actividades
Neste centro, desenrolam-se diversas actividades durante todo o ano, destacando-se:
- Programas de conservação
- Programa de melhoria de plantas medicinais
- Programas de conservação « Ex Situ »
- Biotecnologia
- Estudos de nutrientes de plantas
- Ecologia
- Conservação de ecossistemas
- Programas educativos
- Etnobotânica
- Exploração
- Horticultura
- Restauração Ecológica
- Sistemática e Taxonomia
- Sustentabilidade
- Farmacologia
- Avanços na agricultura
- Exposições de plantas especiais
- Cursos para o público em geral

## Jardins satélites e localização
O jardim botânico da universidade de Uppsala possui dois jardins botânicos satélites: o Jardim Botânico de Lineu (Linnéträdgården, em sueco) e o "Linnaeus Hammarby", a cerca 15 km a sudeste de Uppsala, perto de Edeby, a residência de verão de Lineu.
Encontra-se aberto ao público em geral, sendo a sua morada a seguinte:
Botaniska trädgården, Uppsala Universitet
Villavagen 8, S-752 36 Uppsala, Suécia